# Paris, Arkansas
Paris là một thành phố thuộc quận Logan, tiểu bang Arkansas, Hoa Kỳ. Năm 2010, dân số của thành phố này là 3532 người.

## Dân số
- Dân số năm 2000: 3707 người.
- Dân số năm 2010: 3532 người.